# René Champoiseau

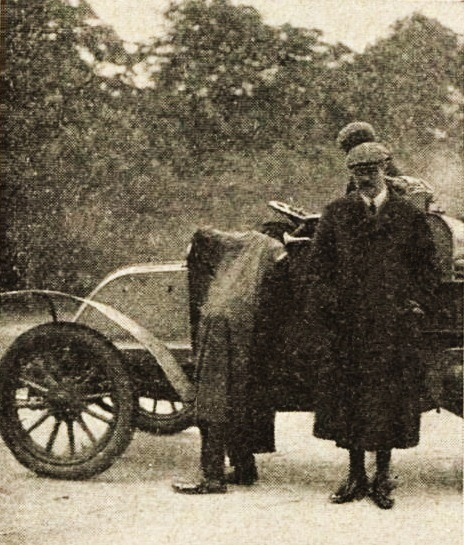
René Champoiseau, paré pour accomplir Saint-Pétersbourg-Moscou 1907 -la Course des "Voitures françaises"-, sur voiture C.G.V. (départ de Paris).

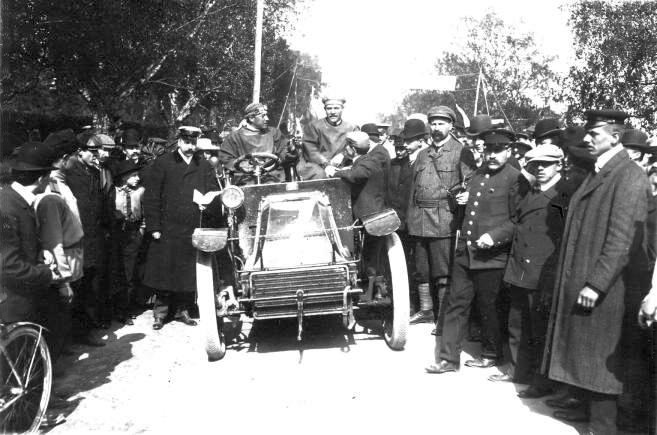
René Champoiseau sur C.G.V. 30 hp deuxième du premier Saint-Pétersbourg-Moscou...

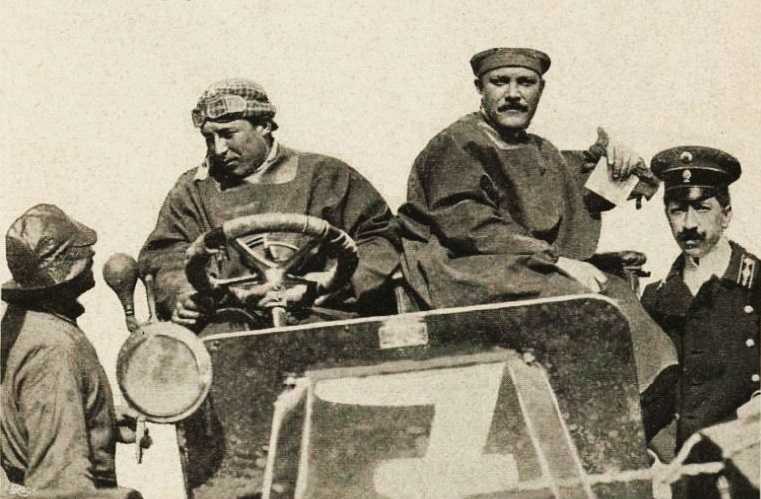
...en 1907, ici à Moscou (derrière A. Duray, sur Lorraine-Dietrich 60 hp).

René Champoiseau (de son véritable nom d'état civil Henri Joseph Alexandre Édouard Champoiseau), né le 2 avril 1879 à Orléans et mort le 23 mars 1966 à Paris (16e) âgé de presque 87 ans, est un ancien cycliste, motocycliste et pilote automobile français, devenu industriel.

## Biographie
De la famille de Charles Champoiseau, il a deux frères ainsi qu'une sœur, épouse d'Émile Peyre, dit Lou Pastaïre. Tous deux étant amis avec Jean Bouin.
Il commence sa carrière sportive à la fin du XIXe siècle comme coureur cycliste sur piste vers l'âge de 16 ans. Il devient alors un spécialiste parisien de tandem et surtout de quadruplette, engin sur lequel il occupe souvent la dernière selle. En 1898, il devient pilote de tandem à pétrole, en aidant notamment ainsi Constant Huret dans sa préparation pour battre le record du monde des 100 milles. Au début du XXe siècle, il se tourne durant plusieurs années vers la compétition moto, sur Peugeot, sa sous-marque Griffon, puis Alcyon (entre 1903 et 1914). En 1903 et 1904, il gagne à chaque fois deux des six manches du Critérium du Quart-de-Litre (1903, devant Auguste Bucquet) puis du Tiers-de-Litre (1904), au Parc des Princes avec sa Griffon, puis en 1905 il termine troisième des Éliminatoires Françaises de la Coupe internationale du Motocyle-Club de France. En 1906, il est premier des motocyclettes à la course de côte du Mont Ventoux, avec son Alcyon.
En 1907, il commence une carrière sportive automobile, et il termine déjà deuxième du premier Saint-Pétersbourg-Moscou, sur C.G.V. avec une victoire de catégorie pour le compte de Fernand Charron, derrière Arthur Duray. La même année, il dispute quelques mois plus tard la deuxième Coupe des Voiturettes à Rambouillet avec une voiture Sinpar de Léon Demester et Dominique Lamberjack, autres coureurs motocyclistes. Il dirige ensuite pour Dunlop la succursale de cette entreprise couvrant l'est de la France, depuis Nancy.
Il cofonde la société Société anonyme des automobiles Th. Schneider, à Besançon, le 16 juin 1910, avec le lyonnais Théodore Schneider, devenant ainsi constructeur automobile, en dirigeant le département commercial de la firme.
Il participe personnellement alors aux Grand Prix de l'A.C.F. 1912 (où son équipier René Croquet termine septième), 1913 (septième, alors que ses équipiers René Thomas et Croquet sont respectivement 9e et 10e, et que le quatrième conducteur est Fernand Gabriel, qui doit abandonner) et 1914 (neuvième, Fernand Gabriel abandonnant encore, ainsi que Henri Juvanon), toujours sur voiture GP Théodore Schneider.
Il dispute également les deux Grand Prix de France des Voiturettes (ou Coupes de la Sarthe) organisés au Mans en 1912 et 1913, se classant deuxième derrière Paolo Zuccarelli de la première édition (troisième pilote en fait, Jules Goux ayant à l'occasion gagné en solitaire durant la même course le Grand Prix de la Sarthe sur Peugeot L76).
Lors du premier conflit mondial, il effectue des missions spéciales sur ordre du général Joseph Gallieni et de l'ex ambassadeur des États-Unis en France (1909-1912) Robert Bacon, puis il est versé au premier régiment d'aviation.
En 1919, il crée la "Société des Établissements H. Champoiseau", pour l'exploitation des feutres industriels et de produits chimiques, comptant une cinquantaine de salariés.
Durant la Seconde Guerre mondiale, il est affecté à l'état-major du secteur Est - 3e bureau des Forces françaises de l'intérieur.

## Galerie d'images

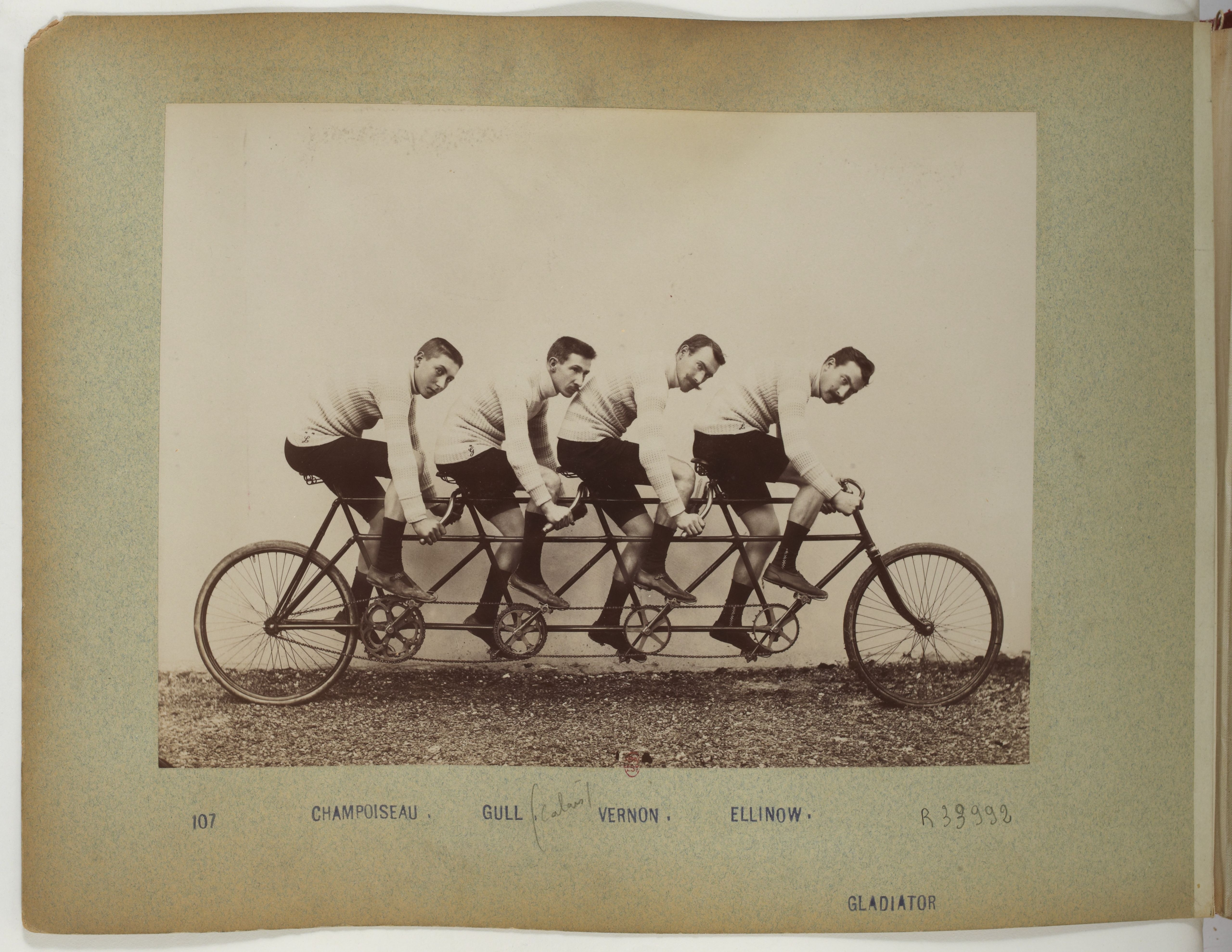
Champoiseau en 1895;
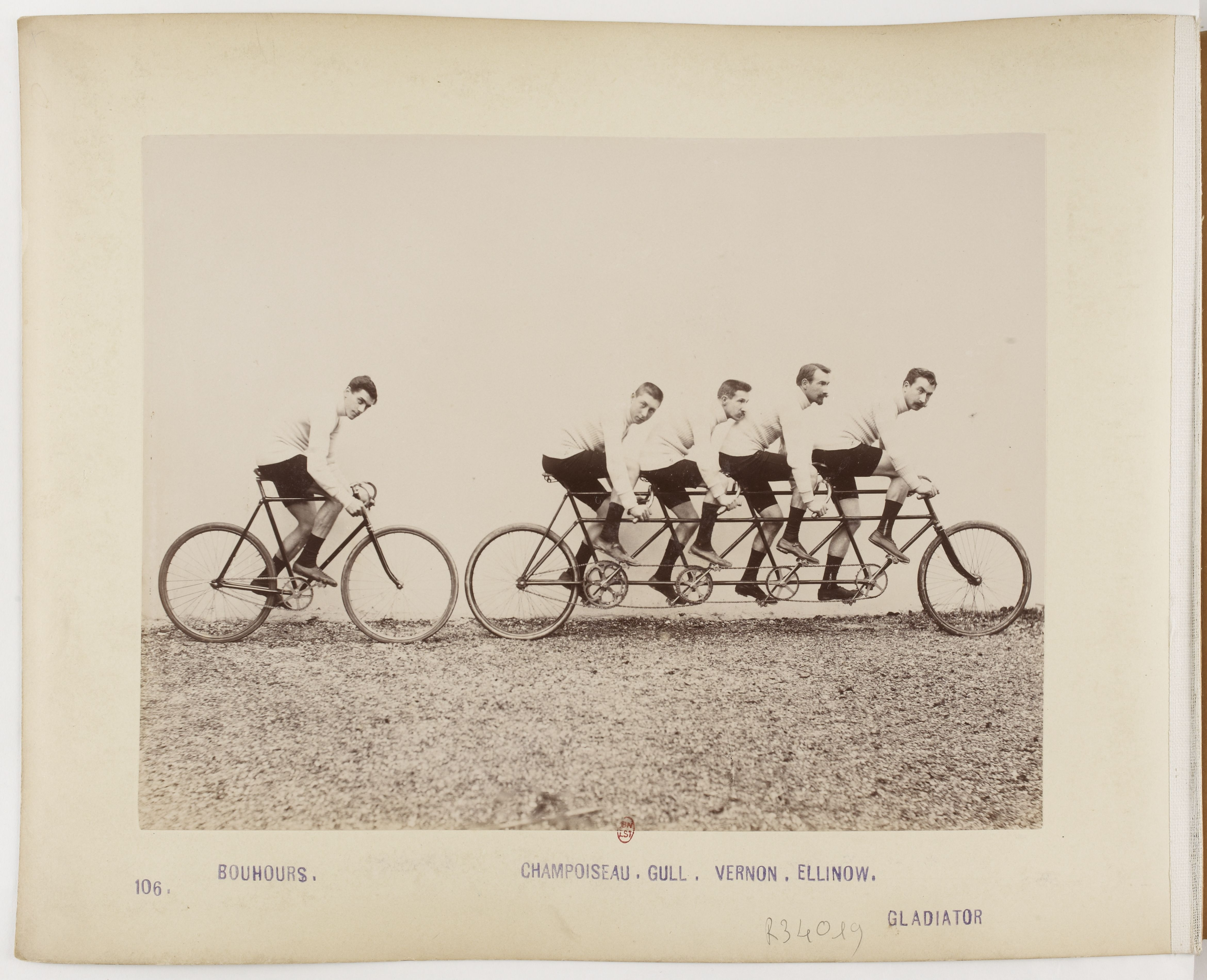
Champoiseau en 1896;
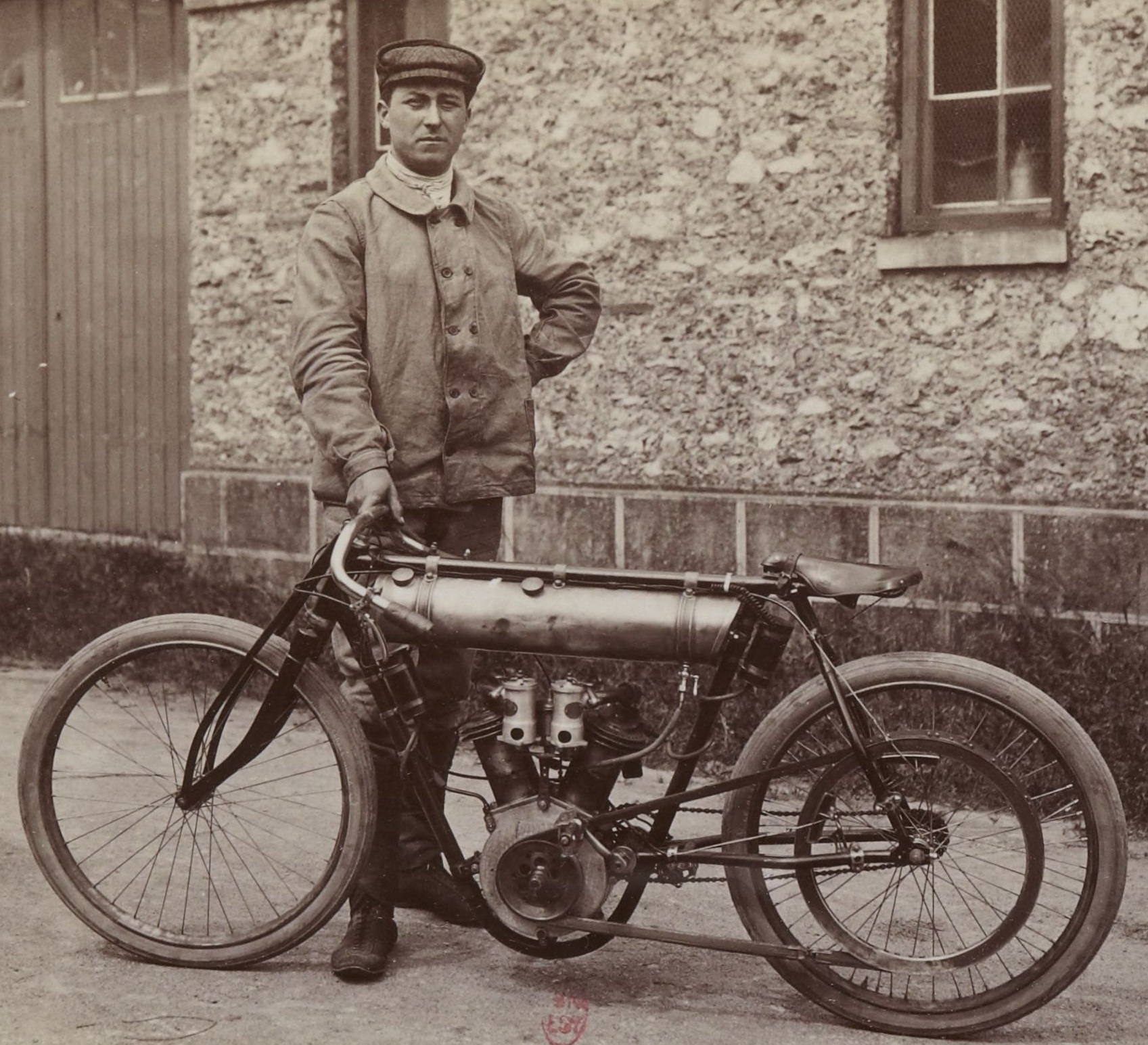
Champoiseau sur Peugeot V2 1.5L., aux Éliminatoires Françaises de la Coupe internationale du Moto-Club de France, le 10 juin 1905 (3e).
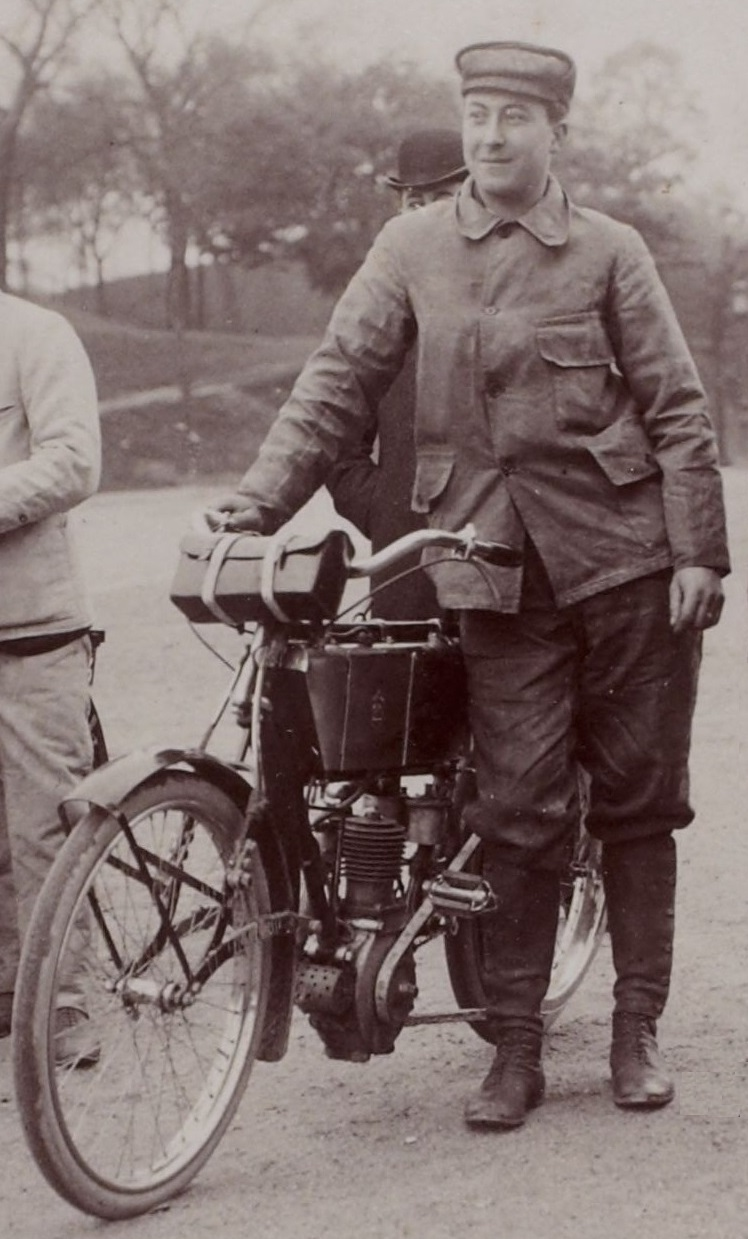
Champoiseau au Tour de France Motocycliste 1905 (au sein de l'équipe Peugeot).
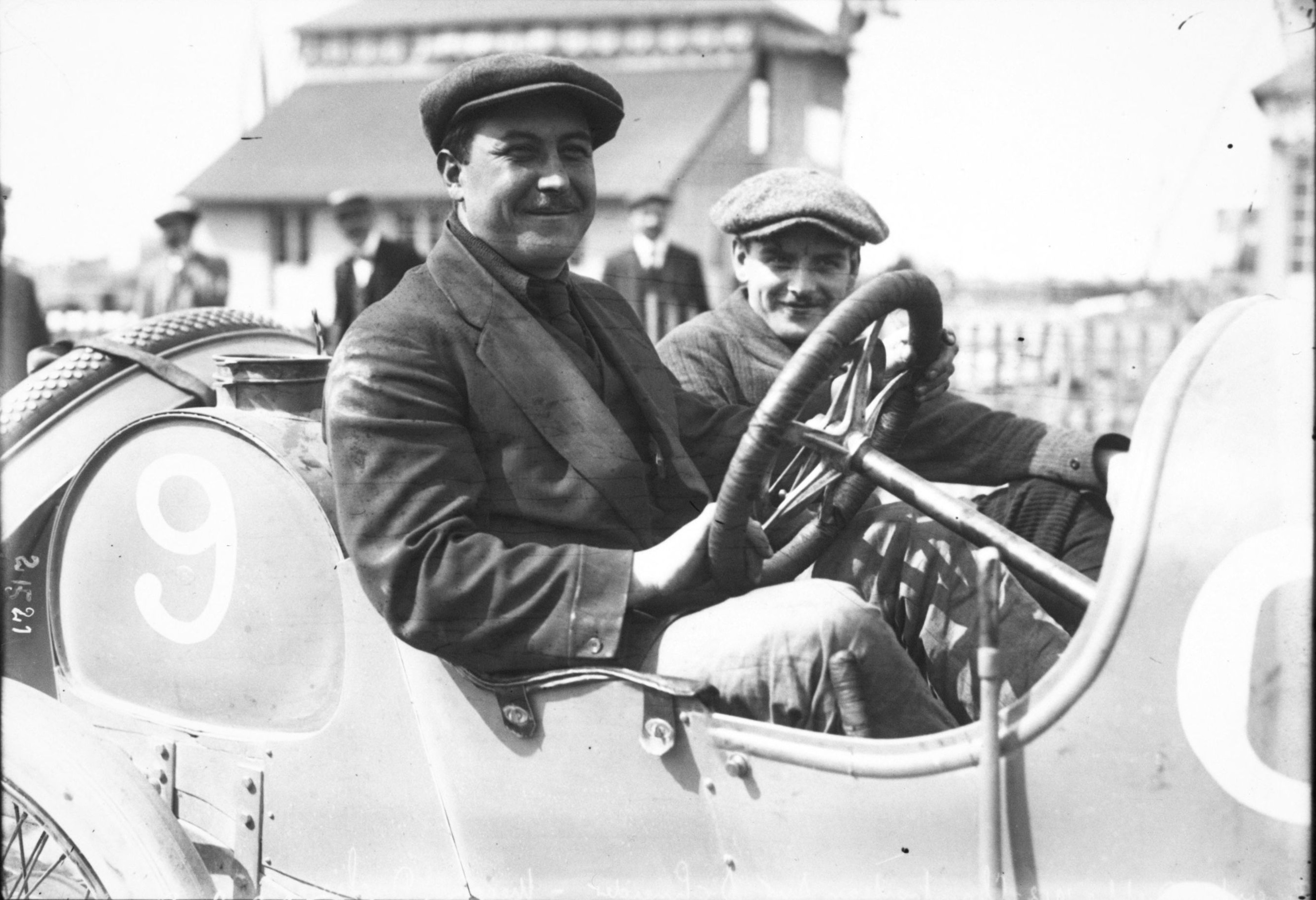
Champoiseau au GP de France 1912 (à Dieppe);
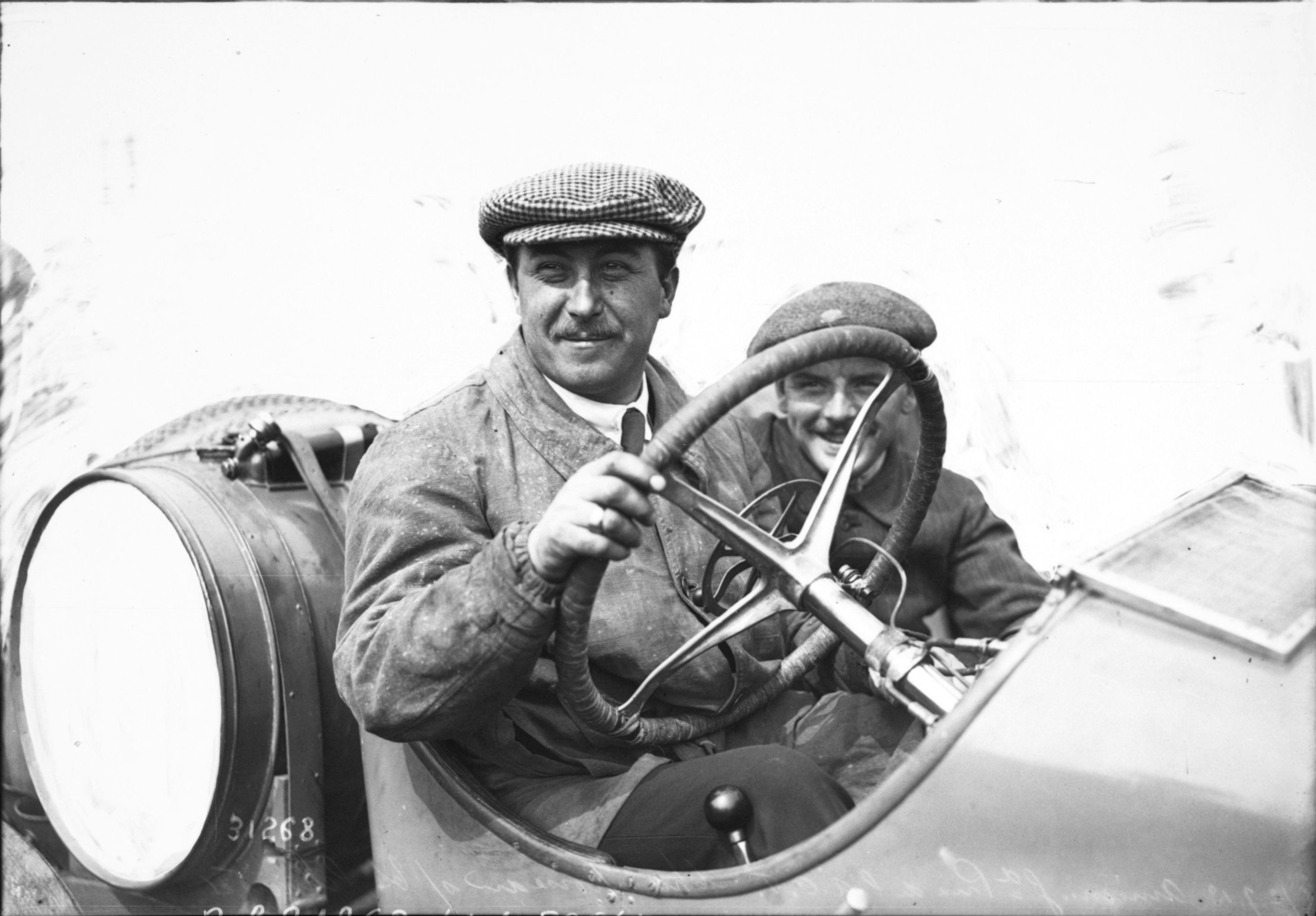
Champoiseau au GP de France 1913 (7e);
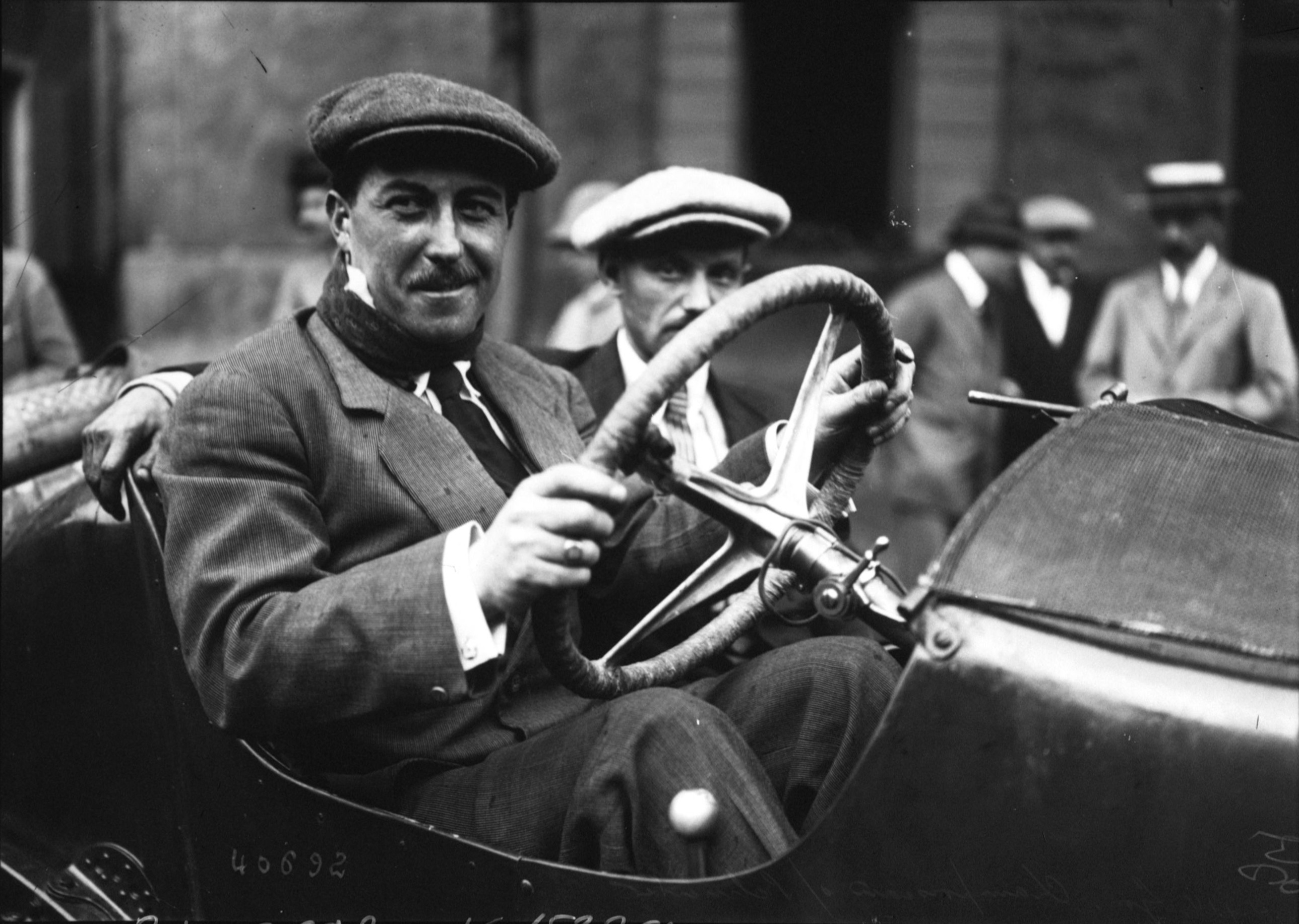
Champoiseau au GP de France 1914 (9e).

## Distinction
- Chevalier de la légion d'honneur le 20 octobre 1956 (introduit par Maurice Signoret, conseiller de l'Union française).